# بيهين ليه جوينيس
بيهين ليه جوينيس (بالفرنسية: Pihen-lès-Guînes)‏ هي بلدية تقع في إقليم باد كاليه من منطقة نور با دو كاليه في شمال فرنسا. تبلغ مساحة هذه المدينة 9.25 (كم²)، وترتفع عن سطح البحر 51 م، يبلغ عدد سكانها 488 نسمة حسب إحصاء المعهد الوطني للإحصاء والدراسات الاقتصادية سنة 2009 م. وترأس Jean-Luc Marot البلدية خلال فترة (2008-2014).